# Daraq
Daraq (persiska: درق) är en ort i Iran.   Den ligger i provinsen Nordkhorasan, i den nordöstra delen av landet, 400 km öster om huvudstaden Teheran. Daraq ligger 1 082 meter över havet och antalet invånare är 4 594.
Terrängen runt Daraq är kuperad åt sydväst, men åt nordost är den platt.Runt Daraq är det ganska glesbefolkat, med 27 invånare per kvadratkilometer. Närmaste större samhälle är Garmeh, 6,7 km öster om Daraq. Omgivningarna runt Daraq är i huvudsak ett öppet busklandskap.